# Leitsch (Steinwiesen)
Leitsch (auch Leitschmühle genannt) ist ein Gemeindeteil des Marktes Steinwiesen im Landkreis Kronach (Oberfranken, Bayern).

## Geographie
Der Weiler liegt an der Großen Leitsch und einem namenlosen Bach, der dort als rechter Zufluss in die Große Leitsch mündet. Die Kreisstraße KC 21 führt nach Berglesdorf (1,7 km westlich) bzw. nach Steinwiesen zur Staatsstraße 2207 (1,9 km südlich). Eine Gemeindeverbindungsstraße führt nach Birnbaum zur KC 21 (3,1 km nordwestlich).

## Geschichte
Gegen Ende des 18. Jahrhunderts gehörte Leitsch zur Realgemeinde Neufang. Das Hochgericht übte das bambergische Centamt Kronach aus. Die Grundherrschaft über die Mahlmühle hatte das Kastenamt Kronach inne.
Mit dem Gemeindeedikt wurde Leitsch dem 1808 gebildeten Steuerdistrikt Neufang und der 1818 gebildeten Ruralgemeinde Neufang zugewiesen. Am 1. Mai 1978 wurde Leitsch im Zuge der Gebietsreform in Bayern in die Gemeinde Steinwiesen eingegliedert. Seit 1960 gibt es die kleine Bierwirtschaft „Zur Lore“.

### Einwohnerentwicklung
| Jahr      | 001818 | 001861 | 001871 | 001885 | 001900 | 001925 | 001950 | 001961 | 001970 | 001987 |
| Einwohner |        | 15     | 39     | 19     | 6      | 7      | 11     | 20     | 24     | 24     |
| Häuser    | 1      |        |        | 2      | 2      | 1      | 2      | 2      |        | 5      |
| Quelle    | [ 5 ]  | [ 7 ]  | [ 8 ]  | [ 9 ]  | [ 10 ] | [ 11 ] | [ 12 ] | [ 13 ] | [ 14 ] | [ 1 ]  |

## Religion
Der Ort war ursprünglich katholisch und ist bis heute nach St. Laurentius (Neufang) gepfarrt.